# 다케코마촌
다케코마촌(竹駒村)은 이와테현 게센군에 설치되었던 촌이다.

## 연혁
- 1875년 10월 17일 - 미즈사와현에 촌락 재통합에 의해 다카타촌과 합병해 다케코마촌이 되었다.
- 1889년 4월 1일 - 정촌제 시행과 함께 다케코마 촌 단독으로 촌제를 시행해 새로운 다케코마촌이 성립하였다.
- 1955년 1월 1일 -  다카타정, 게센정, 히로타정, 오토모촌, 야하기촌, 요코타촌, 요네사키촌과 합병해 리쿠젠타카타시가 되었다.

## 교통

### 철도
- 국철 오후나토 선

## 참고서적
- 이와테현 정촌합병지, (이와테현 총무부 지방과, 1957)